# إيراكليس جيرولاكو
إيراكليس جيرولاكو هو نادي كرة قدم في قبرص تأسس في عام 1948. يلعب في الدوري القبرصي الدرجة الثالثة.